# 2 euro commemorativi emessi nel 2013
| Immagine | Paese              | Tema | Tiratura   | Emissione         | Disegnatore                                                        |
| --- | ------------------ | --- | ---------- | ----------------- | ------------------------------------------------------------------ |
| | Francia            | 50º anniversario della firma del Trattato dell'Eliseo                                                                     | 10 000 000 | 22 gennaio 2013   | Yves Sampo, Stefanie Lindner, Alina Hoyer, Sneschana Russewa-Hoyer |
| Descrizione: sulla moneta, disegnata da Yves Sampo della zecca di Parigi, Stefani Lindner della zecca di Berlino, Alina Hoyer (Berlino) e Sneschana Russewa-Hoyer (Berlino), figurano dei ritratti stilizzati dei firmatari del trattato dell’Eliseo (l’allora cancelliere della Repubblica federale tedesca Konrad Adenauer e l’allora presidente della Repubblica francese Charles de Gaulle), accompagnati dalla loro firma. Al centro della moneta appare la dicitura «50 ANS JAHRE» con l’indicazione dell’anno «2013» mentre in alto troviamo l’indicazione «TRAITÉ DE L’ÉLYSÉE» e in basso la voce «ÉLYSÉE-VERTRAG». Nel lato destro del cerchio interno sono raffigurati il marchio della zecca nonché il codice del paese di emissione «RF», mentre sul lato sinistro figura la «fleurette», simbolo del laboratorio di incisione. Sull’anello esterno della moneta figurano le 12 stelle della bandiera dell’Unione europea. |                    | |            |                   |                                                                    |
| | Germania           | 50º anniversario della firma del Trattato dell'Eliseo                                                                     | 11 000 000 | 22 gennaio 2013   | Yves Sampo, Stefanie Lindner, Alina Hoyer, Sneschana Russewa-Hoyer |
| Descrizione: sulla moneta, disegnata da Yves Sampo della zecca di Parigi, Stefani Lindner della zecca di Berlino, Alina Hoyer (Berlino) e Sneschana Russewa-Hoyer (Berlino), figurano i ritratti stilizzati dei firmatari del trattato dell’Eliseo (l’allora cancelliere della Repubblica federale tedesca Konrad Adenauer e l’ex presidente della Repubblica francese Charles de Gaulle), accompagnati dalla loro firma. Al centro della moneta appaiono la dicitura «50 ANS JAHRE» e l’anno «2013» mentre in alto troviamo l’incisione «TRAITÉ DE L’ÉLYSÉE» e in basso l’iscrizione «ÉLYSÉE-VERTRAG». Nel lato destro del cerchio interno sono raffigurati anche il relativo marchio della zecca (rappresentato da una delle lettere «A», «D», «F», «G» o «J») e il codice del paese di emissione «D». Sull’anello esterno della moneta figurano le 12 stelle della bandiera dell’Unione europea. |                    | |            |                   |                                                                    |
| | Germania           | Presidenza del Baden-Württemberg al Bundesrat: Monastero di Maulbronn 8ª moneta della I serie dedicata ai Länder tedeschi | 30 000 000 | 1º febbraio 2013  | Eugen Ruhl                                                         |
| Descrizione: nella parte interna della moneta è raffigurato il monastero di Maulbronn, che è il complesso monastico medievale meglio conservato a nord delle Alpi. Fondato nel 1147, dal 1993 è un sito patrimonio dell'umanità dell'UNESCO. In alto è riportato l'anno di emissione «2013», in basso la dicitura BADEN-WÜRTTEMBERG e, sotto, l'indicazione del paese di emissione «D». Il marchio della zecca, costituito dalle lettere A, D, F, G o J, è riportato nella parte destra, mentre le iniziali dell'artista appaiono in basso, a sinistra. Sull’anello esterno della moneta figurano le 12 stelle della bandiera dell’Unione europea. |                    | |            |                   |                                                                    |
| | Slovenia           | 800º anniversario della scoperta delle Grotte di Postumia                                                                 | 1 000 000  | 4 febbraio 2013   | Matevž Zalar                                                       |
| Descrizione: al centro della moneta figura una spirale stilizzata che inizia sul lato sinistro con l’iscrizione «POSTOJNSKA JAMA • 1213–2013 • SLOVENIJA» e termina con due speleotemi stilizzati. Sull’anello esterno della moneta figurano le 12 stelle della bandiera dell’Unione europea. |                    | |            |                   |                                                                    |
| | Paesi Bassi        | Abdicazione della regina Beatrice dei Paesi Bassi in favore del figlio Guglielmo Alessandro dei Paesi Bassi               | 20 000 000 | 7 febbraio 2013   | Pannos Goutzemisis                                                 |
| Descrizione: il disegno rappresenta in primo piano l’effige della regina Beatrice e in secondo piano, in parte coperta dall’effige della regina, l’effige del principe d’Orange. Intorno a entrambe le effigi è impressa l’iscrizione: «WILLEM-ALEXANDER PRINS VAN ORANJE (simbolo della corona) BEATRIX KONINGIN DER NEDERLANDEN (marchio della zecca) 28 januari 2013 (marchio del direttore della zecca)». Sull’anello esterno della moneta figurano le 12 stelle della bandiera dell’Unione europea. |                    | |            |                   |                                                                    |
| | Spagna             | Monastero dell'Escorial 4ª moneta della serie dedicata ai siti spagnoli Patrimonio dell'umanità UNESCO                    | 4 000 000  | 2 marzo 2013      | Alfonso Morales Muñoz                                              |
| Descrizione: nella parte interna della moneta è incisa l’immagine del monastero di San Lorenzo del Escorial. In alto, con scritta circolare e in maiuscolo, figura il nome del paese di emissione «ESPANA». Sul lato destro sono riportati l’anno di emissione «2013» e il marchio della zecca. Sull’anello esterno della moneta figurano le 12 stelle della bandiera dell’Unione europea. |                    | |            |                   |                                                                    |
| | Italia             | 200º anniversario della nascita di Giuseppe Verdi                                                                         | 10 000 000 | 20 maggio 2013    | Maria Carmela Colaneri                                             |
| Descrizione: il disegno raffigura Giuseppe Verdi, ritratto con il busto di tre quarti verso sinistra. Sulla sinistra troviamo le lettere sovrapposte del monogramma della Repubblica italiana «RI», seguite dalla data «1813», mentre a destra figurano la lettera «R» (monogramma della zecca di Roma) e la data «2013». In esergo appaiono le iscrizioni «MCC» (il monogramma dell'autore Maria Carmela Colaneri) e «G. VERDI». Sull’anello esterno della moneta figurano le 12 stelle della bandiera dell’Unione europea. |                    | |            |                   |                                                                    |
| | Città del Vaticano | Sede vacante MMXIII | 125 000    | 3 giugno 2013     | Patrizio Daniele                                                   |
| Descrizione: la moneta raffigura lo stemma del Cardinale Camerlengo e, sopra lo stemma, il simbolo della Camera Apostolica, due piccole croci, la dicitura «CITTÀ DEL VATICANO» appare sulla sinistra, mentre sulla destra troviamo l'indicazione «MMXIII». Sull'anello esterno della moneta figurano le 12 stelle della bandiera dell'Unione europea. |                    | |            |                   |                                                                    |
| | Francia            | 150º anniversario della nascita di Pierre de Coubertin                                                                    | 1 000 000  | 3 giugno 2013     | Yves Sampo                                                         |
| Descrizione: la parte interna della moneta rappresenta il primo piano di un giovane Pierre de Coubertin, mentre sullo sfondo troviamo i cerchi olimpici stilizzati. I cerchi fanno da cornice a figure che simbolizzano gli sport olimpici. Sulla sinistra sono raffigurati il codice del paese di emissione «RF» e l'anno «2013», mentre in alto è riportata l'iscrizione a semicerchio «PIERRE DE COUBERTIN». Sull'anello esterno della moneta figurano le 12 stelle della bandiera dell'Unione europea. |                    | |            |                   |                                                                    |
| | Monaco             | 20º anniversario dell'adesione di Monaco alle Nazioni Unite                                                               | 1 249 131  | 17 giugno 2013    | ?                                                                  |
| Descrizione: sulla moneta figura una colomba con un ramoscello di ulivo nel becco. Nel semicerchio centrale sulla sinistra troviamo la cornucopia, e sulla parte destra il marchio del laboratorio di incisione della zecca di Parigi. In alto, in un semicerchio, appare il nome dello Stato di emissione «MONACO» e in basso, sempre in un semicerchio, la scritta «1993 ADMISSION À L’ONU 2013». Sull'anello esterno della moneta figurano le 12 stelle della bandiera dell'Unione europea. |                    | |            |                   |                                                                    |
| | Portogallo         | 250º anniversario della costruzione della Torre dos Clérigos                                                              | 500 000    | 20 giugno 2013    | Hugo Maciel                                                        |
| Descrizione: la torre è raffigurata così come si vede dalla strada, a fianco di un'immagine tipica di Porto vista dalla riva meridionale del fiume Douro. In alto, in un semicerchio, figura la dicitura «250 ANOS TORRE DOS CLÉRIGOS — 2013». In basso a destra, lo stemma portoghese e, sotto, l'indicazione del paese di emissione «PORTOGALLO». A sinistra, il marchio della zecca e il nome dell'artista «INCM — HUGO MACIEL». Sull'anello esterno della moneta figurano le 12 stelle della bandiera dell'Unione europea. |                    | |            |                   |                                                                    |
| | Slovacchia         | 1150º anniversario della missione di Cirillo e Metodio nella Grande Moravia                                               | 1 000 000  | 5 luglio 2013     | Miroslav Hric                                                      |
| Descrizione: il disegno rappresenta i fratelli tessalonicesi Costantino e Metodio con la simbolica croce patriarcale su tre alture. La croce è retta come un pastorale vescovile, collegando i simboli dello stato e della cristianità e sottolineando il significato della missione dei due fratelli che contribuì a realizzare la piena sovranità e legittimità della Grande Moravia, il primo stato slavo nell’Europa centrale. Costantino tiene in mano un libro che rappresenta l’istruzione e la fede, mentre accanto a Metodio figura una chiesa, simbolo di fede e di cristianesimo istituzionale. Lungo il bordo inferiore della parte interna vi è il nome del paese di emissione («SLOVENSKO»), l’anno «863» e l’anno «2013», con un segno di divisione tra i due. Lungo il bordo superiore della parte interna figurano i nomi «KONŠTANTÍN» e «METOD». A sinistra dell’effige dei due fratelli figurano le lettere stilizzate «mh», iniziali dell’autore del disegno Miroslav Hric, mentre a destra vi è il marchio della zecca Kremnica, con le lettere «MK» tra due dadi. Sull'anello esterno della moneta figurano le 12 stelle della bandiera dell'Unione europea. |                    | |            |                   |                                                                    |
| | Finlandia          | 150º anniversario dei lavori del Parlamento finlandese                                                                    | 1 000 000  | 4 settembre 2013  | Petri Neuvonen                                                     |
| Descrizione: sulla moneta commemorativa da due euro è raffigurato un germoglio che spunta dall’anno 1863, come simbolo dell’inizio della democrazia e dello sviluppo in Finlandia. In semicerchio, in basso, figurano il nome del paese di emissione «SUOMI FINLAND» con il marchio della zecca inserito tra le due parole e l’anno «2013». Sull'anello esterno della moneta figurano le 12 stelle della bandiera dell'Unione europea. |                    | |            |                   |                                                                    |
| | San Marino         | 500º anniversario della scomparsa del Pinturicchio                                                                        | 110 000    | 13 settembre 2013 | Claudia Momoni                                                     |
| Descrizione: in primo piano, l'affresco «Disputa di Gesù coi dottori»; nella parte inferiore, in semicerchio, l'iscrizione «SAN MARINO»; a sinistra la lettera «R», simbolo della Zecca italiana; alla base dell'affresco, il nome dell'autore «MOMONI»; sopra l'affresco l'iscrizione a semicerchio «PINTURICCHIO» e in basso gli anni «1513» e «2013». Sull'anello esterno della moneta figurano le 12 stelle della bandiera dell'Unione europea. |                    | |            |                   |                                                                    |
| | Belgio             | 100º anniversario dell'Istituto di Meteorologia Reale                                                                     | 2 000 000  | 18 settembre 2013 | Peter Denayer                                                      |
| Descrizione: la parte interna della moneta reca al centro il numero 100, il cui primo zero circonda le abbreviazioni «KMI» e «IRM», mentre il secondo raffigura il sole. A sinistra del sole sono raffigurati isobare, gocce di pioggia e fiocchi di neve. Sui raggi superiori e inferiori del sole sono indicati, rispettivamente, l'anno 2013 e la nazionalità «BE». Sotto la cifra 1 del numero 100 figurano il marchio del presidente della zecca e il marchio della zecca di Bruxelles, una testa con elmo dell'Arcangelo Michele. Sull'anello esterno della moneta figurano le 12 stelle della bandiera dell'Unione europea. |                    | |            |                   |                                                                    |
| | Grecia             | 2400º anniversario della fondazione dell'Accademia di Atene                                                               | 750 000    | 1º ottobre 2013   | Georgios Stamatopoulos                                             |
| Descrizione: sulla moneta è raffigurato il ritratto di Platone (di profilo). A sinistra troviamo l'incisione, in greco antico, «2 400º anno dalla fondazione dell'Accademia di Platone» e «Repubblica ellenica». A destra sono indicati l'anno «2013» e il monogramma della zecca greca. In esergo, la scritta «ΣΤΑΜ» (il monogramma dell'autore G. Stamatopoulos). Sull'anello esterno della moneta figurano le 12 stelle della bandiera dell'Unione europea. |                    | |            |                   |                                                                    |
| | Grecia             | 100º anniversario dell'annessione di Creta alla Grecia                                                                    | 750 000    | 1º ottobre 2013   | Georgios Stamatopoulos                                             |
| Descrizione: la parte interna della moneta raffigura ribelli cretesi che innalzano la bandiera greca, una raffigurazione simbolica della lotta di Creta per l'unione con la Grecia. Nella parte superiore, con scritta circolare e lettere maiuscole appare, in greco, il nome dello Stato di emissione, ossia la Repubblica ellenica. Nella parte inferiore è raffigurata, sempre in lingua greca, la scritta «100 anni di Unione di Creta con la Grecia». Sulla destra della moneta troviamo le date «1913-2013» e il monogramma della zecca greca. In esergo e raffigurata la scritta «ΣΤΑΜ» (il monogramma dell'autore G. Stamatopoulos). Sull'anello esterno della moneta figurano le 12 stelle della bandiera dell'Unione europea. |                    | |            |                   |                                                                    |
| | Città del Vaticano | Giornata mondiale della gioventù 2013                                                                                     | 115 000    | 15 ottobre 2013   | Patrizio Daniele                                                   |
| Descrizione: nel disegno sono raffigurati il monumento più noto di Rio de Janeiro, il «Cristo de Corcovado», e alcuni giovani ai piedi della statua. In alto, nel semicerchio, troviamo l'iscrizione «XXVIII G.M.G. CITTÀ DEL VATICANO RIO 2013». A destra compaiono il marchio della zecca «R» e il nome dell'artista «P DANIELE». Sull'anello esterno della moneta figurano le 12 stelle della bandiera dell'Unione europea. |                    | |            |                   |                                                                    |
| | Malta              | Governo autonomo del 1921 3ª moneta della serie dedicata alla storia costituzionale                                       | 500 000    | 25 ottobre 2013   | Ganni Bonnici                                                      |
| Descrizione: il disegno raffigura una cartina dell'arcipelago maltese e una rappresentazione della popolazione. L'anno «2013» figura sotto il disegno. In alto, ad arco, la dicitura «MALTA — Self-government 1921». Sull'anello esterno della moneta figurano le 12 stelle della bandiera dell'Unione europea. |                    | |            |                   |                                                                    |
| | Finlandia          | 125º anniversario della nascita di Frans Eemil Sillanpää                                                                  | 1 500 000  | 4 novembre 2013   | Reijo Juhani Paavilainen                                           |
| Descrizione: nella parte interna della moneta è raffigurata l’effigie di Sillanpää. In alto, in semicerchio, il nome «F. E. SILLANPÄÄ». A sinistra, l’anno «1888» e il marchio della zecca. A destra, l’anno «1964», la sigla dello Stato di emissione «FI» e l’anno di emissione «2013». Sull’anello esterno della moneta figurano le 12 stelle della bandiera dell’Unione europea. |                    | |            |                   |                                                                    |
| | Lussemburgo        | 20º anniversario dell'adozione di Ons Heemecht a Inno nazionale lussemburghese                                            | 700 000    | 7 novembre 2013   | Christoph Becker                                                   |
| Descrizione: nella parte interna della moneta, a destra, è raffigurata Sua Altezza Reale il Granduca Henri, con lo sguardo rivolto a sinistra, mentre a sinistra figurano lo spartito e il testo dell'inno nazionale. Sempre nella parte interna, in alto, figura la dicitura «Ons Heemecht», mentre in basso figurano il paese di emissione «LËTZEBUERG» e l'anno «2013», affiancati dal marchio e dalle iniziali del direttore della zecca. Sull'anello esterno della moneta figurano le 12 stelle della bandiera dell'Unione europea. |                    | |            |                   |                                                                    |
| | Italia             | 700º anniversario della nascita di Giovanni Boccaccio                                                                     | 10 000 000 | 18 novembre 2013  | Roberto Mauri                                                      |
| Descrizione: nel disegno è raffigurato il volto di Giovanni Boccaccio, di tre quarti, rivolto verso destra, tratto dall’affresco di Andrea del Castagno, 1450 ca. (Firenze, Galleria degli Uffizi); in basso la scritta «BOCCACCIO 1313 2013»; a destra le lettere «R» (monogramma della Zecca di Roma), «RI» (monogramma della Repubblica Italiana) e «m» (monogramma dell’autore Roberto Mauri). Sull’anello esterno della moneta figurano le 12 stelle della bandiera dell’Unione europea. |                    | |            |                   |                                                                    |
| | Paesi Bassi        | 200º anniversario del Regno dei Paesi Bassi                                                                               | 3 500 000  | 25 novembre 2013  | Roosje Klap, Claudia Linders                                       |
| Descrizione: nella parte interna della moneta figura un nastro che, partendo dall’esterno, disegna il profilo del re Willem-Alexander e prosegue disegnando all’interno di questo i profili dei suoi sei predecessori: la regina Beatrice, la regina Giuliana, la regina Guglielmina, il re Guglielmo III, il re Guglielmo II e il re Guglielmo I. Ad arco intorno ai profili figura l’iscrizione «Willem-Alexander Koning der Nederlanden», seguita dallo stemma della zecca reale olandese, il marchio del direttore della zecca, l’anno (2013), le iniziali dell’artista e, a sinistra delle effigi, l’iscrizione «200 jahr Koninkrijk der Nederlanden». Sull’anello esterno della moneta figurano le 12 stelle della bandiera dell’Unione europea. |                    | |            |                   |                                                                    |